# دانشگاه پمپئو فابرا
دانشگاه پمپئو فابرا (کاتالان: (UPF)Universitat Pompeu Fabra) یک دانشگاه دولتی در بارسلون، اسپانیا است. در سال ۱۹۹۰توسط دولت خودمختار کاتالونیا ایجاد شد و پس از تأسیس به نام زبان‌شناس پمپئو فابرا، متخصص زبان کاتالونیایی نامگذاری شد. دانشگاه پمپئو فابرا تنها دانشگاه اسپانیا است که در بین دانشگاه برتر جهان طبق رتبه‌بندی دانشگاهی تایمز قرار دارد و یکی از هفت دانشگاه جوان در جهان است که با سرعت قابل توجهی در حال پیشرفت است. این دانشگاه با توجه به رتبه‌های مختلف ملی و بین‌الملل، کارآمدترین دانشگاه اسپانیا شناخته می‌شود. در سال‌های اخیر، این دانشگاه در برخی از رتبه‌های معتبر بین‌المللی به برتری دست یافته‌است. برطبق مطالعات انجام شده در زمینه اقتصاد UPF در بین ۵۰ دانشگاه برتر جهان قرار گرفته‌است و در رده‌بندی دانشگاه‌های جهانی QS براساس موضوع در سال ۲۰۱۶ رتبه ۴۰ در اقتصاد و تجارت و در رتبه‌بندی آموزش عالی تایمز رتبه ۲۰ را در اقتصاد کسب کرده‌است.

## پردیس
UPF در سه پردیس جداگانه واقع شده‌است که هر کدام مربوط به حوزه دانش خود هستند:
- علوم اجتماعی و علوم انسانی (پردیس Ciutadella)
- ITC و علوم ارتباطات (پردیس پوبلنو)
- علوم بهداشت و زندگی (پردیس مارس)

## رتبه‌بندی
در رتبه‌بندی دانشگاه‌های جهان QS در سال ۲۰۲۰ دانشگاه پمپئو فابرا در رده ۲۸۵ دنیا قرار گرفته‌است. همچنین در رتبه‌بندی مؤسسه تایمز در سال ۲۰۲۰ این دانشگاه رتبه ۱۴۳را در بین دانشگاه‌های جهان از آن خود کرده‌است.

## دانشکده‌ها
دانشکده‌های دانشگاه پمپئو فابرا عبارتند از:
- دانشکده بهداشت و علوم زندگی
- دانشکده اقتصاد و تجارت
- دانشکده علوم سیاسی و اجتماعی
- دانشکده ارتباطات
- دانشکده حقوق
- دانشکده علوم انسانی
- دانشکده ترجمه و علوم زبان